# Life Goes On (canción)
«Life Goes On» es el quinto sencillo del álbum de 2Pac All Eyez on Me. Es un homenaje a su amigo fallecido Kato. En la canción, 2Pac habla sobre su propia muerte y su funeral. Stacey Smallie canta el estribillo de la canción.
"Life Goes On" fue incluido en el álbum Greatest Hits en 1998. Un remix de la canción fue incluido en Nu-Mixx Klazzics en 2003.
El rapero Bizzy Bone hizo su propio "Life Goes On" en honor a 2Pac. La canción fue grabada para su álbum Heaven'z Movie, pero finalmente no formó parte del mismo.